# Max Ay

Max Ay, 1910

Albin Max Ay (* 8. Juli 1862 in Hohburg; † 14. März 1941 in Meißen) war ein deutscher Kommunalpolitiker. Am 1. Oktober 1896 wurde er zum Bürgermeister in Meißen gewählt.

## Leben
Ay studierte nach Besuch der Thomasschule zu Leipzig (bis 1883) Rechtswissenschaften in Bonn und Leipzig, wo er auch zum Dr. jur. promoviert wurde. Nach dem Referendariat arbeitete er zunächst in der Kommunalverwaltung und war Stadtrat in Crimmitschau. Am 15. Juni 1896 wurde er zum Stadtrat und stellvertretenden Bürgermeister in Meißen berufen, und schon am 1. Oktober 1896 wurde er zum Bürgermeister in Meißen gewählt. Dieses Amt hatte er vom 13. Oktober 1896 bis zum 31. Dezember 1926 inne, seit dem 21. September 1912 sogar als Oberbürgermeister. Als 1. Magistratsperson der Stadt Meißen war er zwischen 1905 und 1918 Abgeordneter der I. Kammer des Sächsischen Landtags. Im Jahr 1927 wurde er zum Ehrenbürger von Meißen ernannt. Außerdem war er Ritter I. Klasse des Albrechts-Ordens, Ritter III. Klasse des Ordens der Eisernen Krone und Träger des Kronenordens. Nach seiner Amtszeit war er 1929 bis 1930 Konkursverwalter der Stadt Glashütte.